# Dane Rudhyar
Dane Rudhyar (původním jménem Daniel Chennevière, 13. března 1895 Paříž–13. září 1985) byl americký hudební skladatel, filosof, astrolog a spisovatel francouzského původu.
Je považován za zakladatele tzv. humanistického přístupu v astrologii.

## Dílo
- Rhythm of Wholeness, 1983[4], česky Rytmus celostnosti, Malvern
- Occult Preparations for the New Age, Quest Books 1975[5]
- The Lunation Cycle, Aurora Press, 1982, česky Lunační cyklus, Půdorys 1999
- Astrological Signs – The Pulse of Life, 1970, česky Astrologická znamení: Puls života, Půdorys, 2002.
- An Astrological Mandala: The Cycle of Transformations and its 360 Symbolic Phases, 1973, česky Astrologická mandala, Půdorys 2003
- Fire out of the Stone, Sevire 1963[6]
- The Astrology of Transformation, Quest Books, 1980, česky Astrologie transformace, Půdorys, 1997